# Tôm thẻ chân trắng
Tôm thẻ chân trắng (tên khoa học Litopenaeus vannamei), hay tôm sú bạc, là một dạng của tôm panđan (không phải Caridea) của vùng đông Thái Bình Dương thường được đánh bắt hoặc nuôi làm thực phẩm. Tôm thẻ chân trắng là loài bản địa ở đông Thái Bình Dương từ Sonora ở México đến bắc Peru. Các nguồn cung cấp tôm thẻ chân trắng chủ yếu là Ecuador, Mexico và Brasil. Tôm thẻ chân trắng được bán trên thị trường Mỹ chủ yếu từ Mexico và Ecuador. Một số nhỏ hiện tại được nuôi ở Mỹ (Texas).

## Phân bố
Châu Mỹ La Tinh, Hawaii, hiện nay được nuôi ở rất nhiều nước trên thế giới như: Đài Loan, Trung Quốc, Việt Nam.

## Môi trường sống

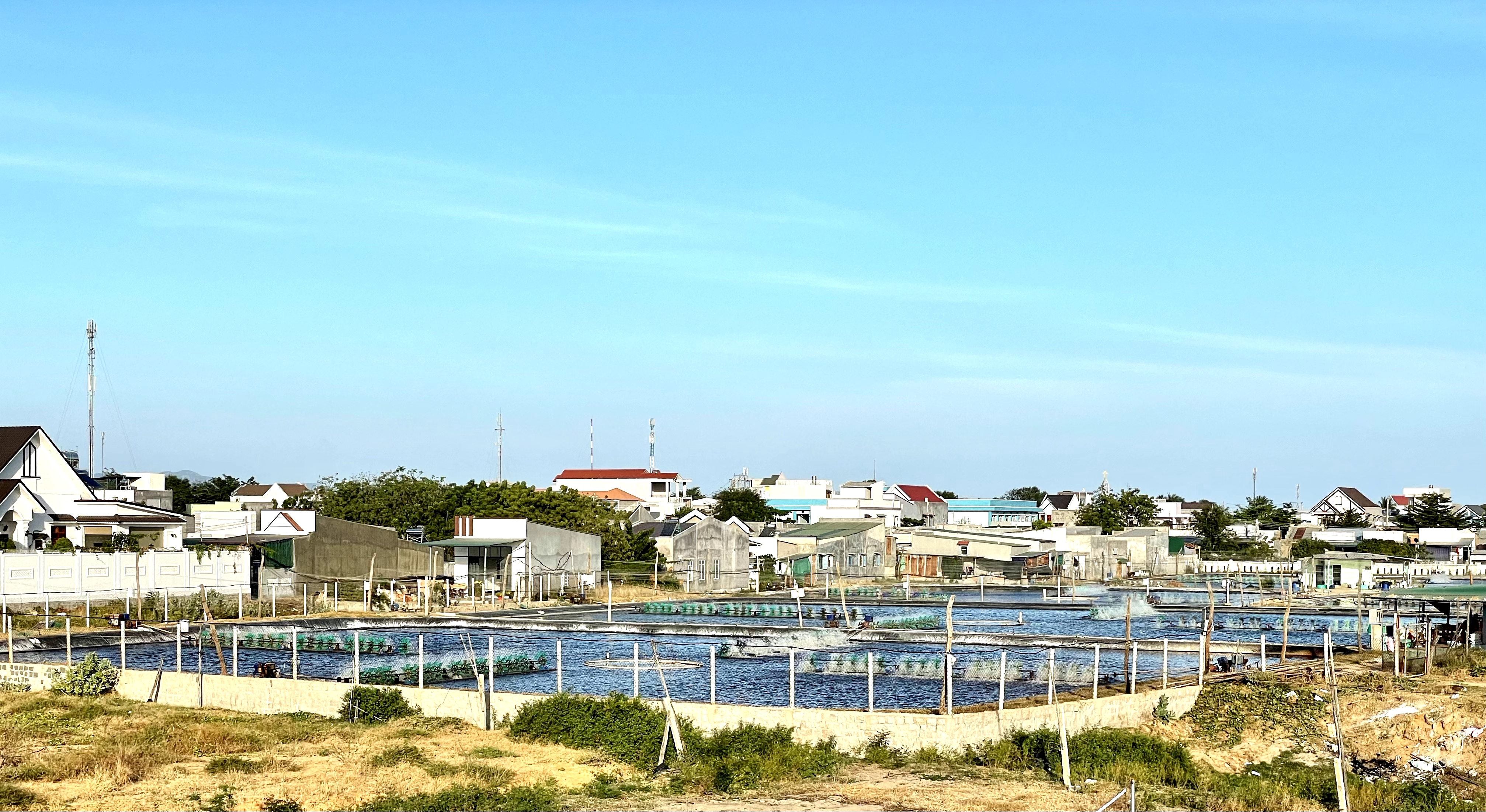
Nuôi tôm thẻ chân trắng ở phường Mỹ Đông, Phan Rang-Tháp Chàm, tỉnh Ninh Thuận

Trong thiên nhiên, tôm trưởng thành, giao phối, sinh đẻ trong những vùng biển có độ sâu 70 mét với nhiệt độ 26-28 độ C, độ mặn khá cao (35 phần ngàn). Trứng nở ra ấu trùng và vẫn loan quanh ở khu vực sâu này. Tới giai đoạn Potlarvae, chúng bơi vào gần bờ và sinh sống ở đáy những vùng cửa sông cạn. Sau một vài tháng, tôm con trưởng thành, chúng bơi ngược ra biển và tiếp diễn cuộc sống giao hợp, sinh sản làm chọn chu kỳ. Tôm chân trắng lớn rất nhanh trong giai đoạn đầu, mỗi tuần có thể tăng trưởng 3g với mật độ 100con/m2 tại Hawaii không kém gì tôm sú, sau khi đã đạt được 20g tôm bắt đầu lớn chậm lại, khoảng 1g/tuần, tôm cái thường lớn nhanh hơn tôm đực.